# Sistema monetari
Un sistema montari és qualsevol cosa que s'accepta com un estàndard de valor i mesura de riquesa en una regió en particular.
Tanmateix, la tendència actual és utilitzar el comerç internacional i la inversió per alterar la política i la legislació dels diferents governs. El millor exemple recent d'aquesta política és la Unió Europea i la creació de l'euro com moneda comuna per a la majoria dels seus estats membres. Les monedes modernes no estan vinculades a matèries primeres físiques (or o plata) i no constitueixen un contracte per a lliurar un bé o un servei. Com a tal, el valor d'una moneda fluctua sobre la base de la política, mèrits de crèdit, la percepció i l'emoció, a més de la política monetària.

## Història
En l'antiguitat existien diversos sistemes monetaris, i Alexandre el Gran va unificar el sistema monetari basat en la plata com a moneda forta seguint els ensenyaments d'Aristòtil. A la seva mort el sistema es va trencar, i els romans amb el temps van establir-ne un basat en el bronze que va incloure plata posteriorment. Amb la caiguda de la República Romana el sistema es va deteriorar fins que Juli Cèsar va establir un sistema basat en l'or i la plata. Progressivament la quantitat de plata de les monedes es va anar rebaixant del 100% fins al 4% durant el regnat de Gal·liè, i després de la caiguda de l'Imperi Romà les monedes com a base d'intercanvi comercial van desaparèixer de bona part d'Europa.

## Sistema de preu de les mercaderies
Un sistema monetari de les mercaderies en un sistema monetari com el patró or en el qual una mercaderia com és l'or es fa la unitat de valor i s'utilitza físicament com diner. Qualsevol altre tipus de diner, com els bitllets de paper, són teòricament convertibles a la demanda. Una alternativa històrica que va ser rebutjada al segle xx va ser el bimetal·lisme, també anomenat el doble estàndard", segons el qual l'or i la plata eren moneda de curs legal.

## El diner fiduciari
L'alternativa a un sistema de diner mercaderia és el diner fiduciari que la defineix un banc central i les lleis d'un del govern i defineix la moneda de curs legal. Normalment el diner consumat és el paper moneda o moneda de metall comú, perào també pot ser simplement dades com els balanços bancaris i els registres de crèdits o de compres amb targetes de dèbit.